# Terry Fox
Terry Fox, celým jménem Terrance Stanley Fox, (28. července 1958 Winnipeg – 28. června 1981 New Westminster, Britská Kolumbie) byl kanadský sportovec, humanitář a aktivista podporující výzkum nádorových onemocnění. V roce 1980 uběhl napříč Kanadou Maraton naděje s cílem získat finanční prostředky na výzkum.

## Život
Vyrůstal v Port Coquitlam v Britské Kolumbii. Jako aktivní teenager se zajímal o sport. Když mu bylo pouhých 18 let, diagnostikovali mu sarkom kostí (rakovinu kosti) a byl nucen nechat si amputovat pravou nohu (1977).

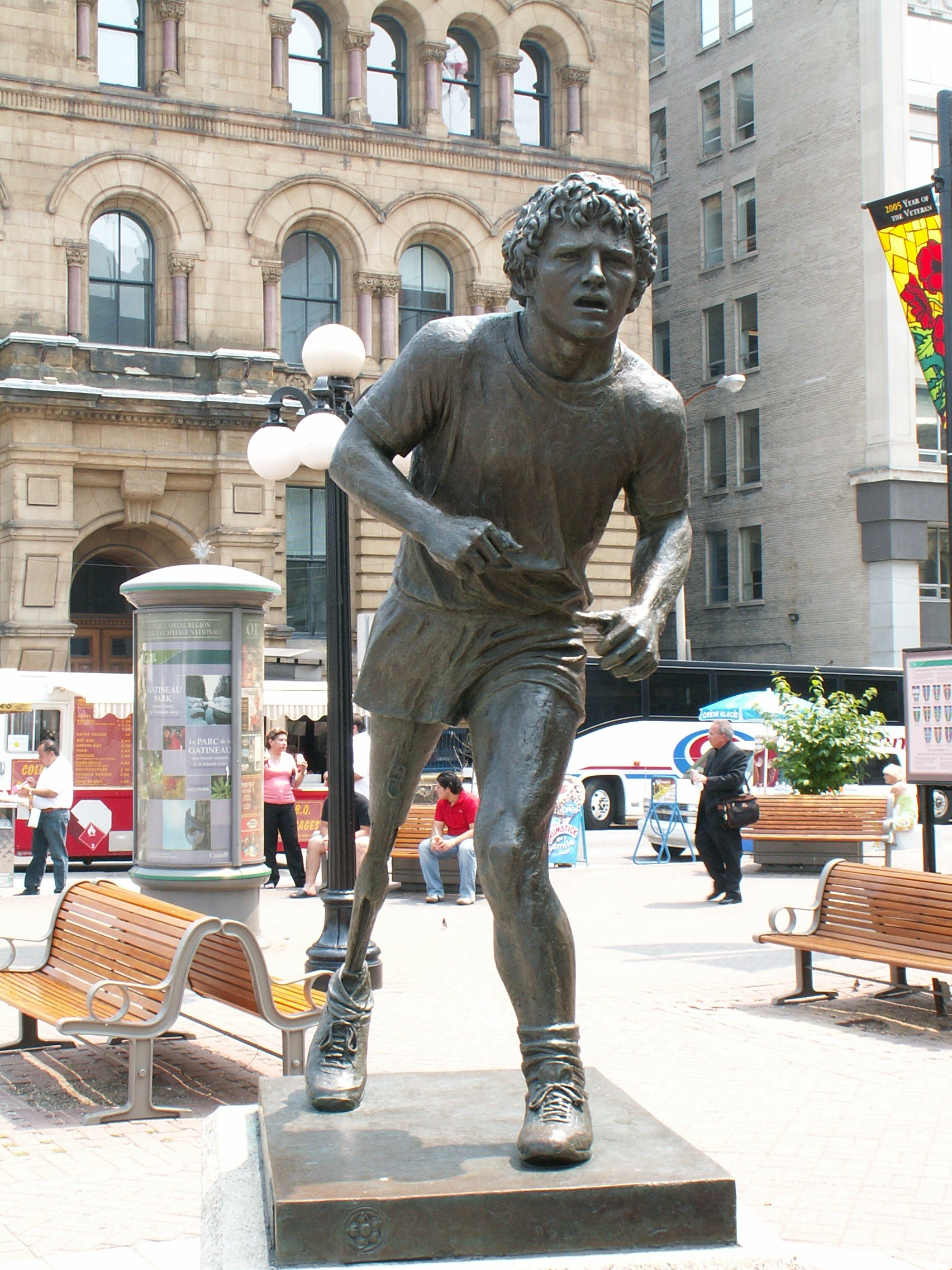
Socha Terryho Foxe v Ottawě

Pobyt v nemocnici Terryho hodně poznamenal. Když viděl další pacienty trpící rakovinou (mnozí z nich byly malé děti), rozhodl se, že poběží přes Kanadu, aby získal peníze na výzkum rakoviny. Svůj běh nazýval Marathon of Hope (Maraton naděje). Po 18 měsících a tréninku, kdy uběhl 5000 km, zahájil Terry svůj běh v St. John’s v Newfoundlandu 12. dubna 1980. Ačkoli bylo ze začátku obtížné udržet si zaujetí pro věc, nadšení brzy zvítězilo a peněz, které shromažďoval svojí poutí, přibývalo. Uběhl 42 km (26 mil) za den přes Kanadské provincie Québec a Ontario. 1. září, po 143 dnech a 5373 km (3339 mil), byl Terry kousek od Thunder Bay v Ontariu donucen běh přerušit. Rakovina se objevila v jeho plicích.
V červnu 1981 dostal zápal plic, 27. června upadl do kómatu a následující ráno zemřel ve svých 22 letech. Všechny kanadské vládní budovy stáhly vlajku na půl žerdi, dokud neproběhl jeho pohřeb.
Terry se stal nejmladším držitelem Řádu Kanady, nejvyššího civilního vyznamenání země a dodnes se na jeho počest běhají závody jménem Běh Terryho Foxe, a to i v České republice, například ve městech Olomouc, Zábřeh, Strakonice, Polička a dokonce i v městysu Dřevohostice se pořádá každoročně.

## Film
Příběh Terryho Foxe se stal námětem pro natočení dramatu, o jeho maratonu naděje. V roce 2005 se tento kanadský film objevil v kinech a postavu Terryho Foxe hrál herec Shawn Ashmore.